# 4831 Baldwin
4831 Baldwin је астероид главног астероидног појаса са пречником од приближно 35,18 .
Афел астероида је на удаљености од 3,436 астрономских јединица (АЈ) од Сунца, а перихел на 2,765 АЈ.
Ексцентрицитет орбите износи 0,108, инклинација (нагиб) орбите у односу на раван еклиптике 0,276 степени, а орбитални период износи 1994,571 дана (5,460 година).
Апсолутна магнитуда астероида је 12,40 а геометријски албедо 0,015.
Астероид је откривен 14. септембра 1988. године.